# J'entends siffler le train
J'entends siffler le train est une chanson de 1962 interprétée, la même année, par Richard Anthony qui en fait un grand succès et par Hugues Aufray.
Il s'agit d'une adaptation de 500 Miles, chanson folk américaine, sans doute écrite par Hedy West. Les paroles françaises sont de Jacques Plante.

## La chanson
Un jeune homme entend au loin siffler un train, il sait que ce dernier emporte à jamais celle qu'il aime. Il n'a pas eu le courage de venir sur le quai lui dire adieu.

« J'ai pensé qu'il valait mieux / Nous quitter sans un adieu / Je n'aurais pas eu le cœur de te revoir / Mais j'entends siffler le train / Mais j'entends siffler le train / Que c'est triste un train qui siffle dans le soir »

Déjà il le regrette, mais trop tard.

« J'ai failli courir vers toi / J'ai failli crier vers toi / C'est à peine si j'ai pu me retenir (…) / Et j'entends siffler ce train /
Et j'entends siffler ce train / J'entendrai siffler ce train toute ma vie »

## Contexte
Au début de l'été 1962, c'est dans le contexte de fin de guerre d'Algérie (5 juillet 1962), que sort J'entends siffler le train interprété par Richard Anthony.
Sur une musique nostalgique, le refrain de cette chanson d'amour rappelle aux appelés et à leurs familles les trains qui les emmenaient de l'autre côté de la Méditerranée. Rétrospectivement, Richard Anthony évoque le fait : « Les jeunes partaient faire cette sale guerre d'Algérie. Ils chantaient ça, paraît-il, dans les baraquements. On l'a vraiment pas fait exprès.  »,,,,.

## Réception
Les versions de Richard Anthony et d'Hugues Aufray sortent toutes deux en juillet 1962.
Le disque d'Hugues Aufray, qui n'a pas encore accédé pleinement au statut de vedette, passe inaperçu, alors que celui d'Anthony remporte un grand succès. Sa version qui pourtant n'est qu'un titre de la face B d'un super 45 tours intitulé J'irai twister le blues, s'écoule à plus de 1,5 million d'exemplaires, devenant par ailleurs le « premier tube de l'été de l’histoire de la variété »,. Ce succès modifie l'image de Richard Anthony, qui sera perçu davantage comme crooner que comme rocker.
Bien plus tard, sur scène lorsqu'il interprète le titre, Hugues Aufray raconte en préambule : « qu'en 1959, après avoir sorti son premier disque, il fut invité aux États-Unis par Maurice Chevalier et que c'est là qu'il a découvert la musique qui allait inspirer son œuvre. Rentré en France, il a dans ses bagages un grand nombre de chansons dont 500 Miles, qu'il confie à un éditeur (qu'il ne nomme pas) et que ce dernier (« peu scrupuleux » selon Aufray), les a distribuées à plusieurs artistes... L'adaptation française de 500 Miles est confiée à quelqu'un (« qui n'est pour rien dans cette incorrection », précise Hugues Aufray), qui en a fait un grand succès. Mais c'est bien moi qui ai ramené en France ce titre. »
En 2011, Hugues Aufray sur l'album Troubador since 1948, enregistre une nouvelle version en duo avec Françoise Hardy.
Une version allemande chantée par Richard Antony existe sous le titre Und dein Zug fährt durch die Nacht.

## Reprises
- En 1963, la chanson est reprise au Québec par Mary Ghislaine sur un album collectif Le monde des succès Vol. 2 sur disques Météor MET-8023.
- En décembre 2003, le chanteur italien Franco Battiato intègre le titre à son album Le Stagioni del nostro amore. Il le chante en français, sur des arrangements de Michele Fedrigotti.
- En avril 2018, Opium du peuple reprend la chanson dans leur album 7 Salopards[12].
- Serge Gainsbourg à repris cette chanson environ en 1972 mais sa version semble inédite.